# Псевдомонадний фолікуліт
Псевдомонадний фолікуліт, також відомий як фолікуліт гарячої ванни – це один з типів запалення волосяних фолікулів. Симптоми включають червоний висип, що може свербіти, який згодом перетворюється на фолікулярні пустули. Зазвичай, початок клінічного прояву захворювання спостерігається через кілька днів після контакту зі збудником інфекції, хоча задокументовані раніші прояви симптоматики вже через 8 годин. Часто такий висип зʼявляється в зоні носіння закритого купальника. 
Серед інших симптомів: відчуття печіння, лімфоаденопатія (збільшення лімфатичних вузлів), лихоманка, або блювота. Ускладненнями можуть статицелюліт та рубцювання.
Псевдомонадний фолікуліт спричиняється бактеріальною інфекцією волосяних фолікулів, що викликана Pseudomonas aeruginosa. Ця бактерія часто зустрічається в гідромасажних ваннах та спа-салонах. Хоча вона також може зустрічатися в басейнах та у звичайних ваннах. Тривале перебування у воді збільшує ризик ураження. Діагноз зазвичай ґрунтується на клінічних симптомах за умов наявності в анамнезі потенційного контакту зі збудником. Інколи для лабораторного підтвердження діагнозу може бути проведений бактеріальний посів.
Фолікуліт гарячої ванни є відносно поширеною хворобою. Ймовірне виникнення спалахів. Діти хворіють частіше, оскільки вони зазвичай перебувають у воді довше, ніж дорослі. Захворювання вперше було описано в 1975 році після спалаху, пов'язаного з гідромасажною ванною.
Ефективними методами профілактики захворювання є омивання водою з милом ділянок ймовірного контакту зі збудником та належний догляд за гідромасажними ваннами. Зазвичай, потреби у специфічному лікуванні немає і висип минає самостійно. Зрідка можуть використовуватися топічні кортикостероїди, або ципрофлоксацин (перорально). Стандартна тривалість захворювання - кілька днів, хоча воно може тривати й до двох тижнів.